# Мартин Чезлвит (телесериал)
«Ма́ртин Че́злвит» — многосерийный фильм BBC, снятый в 1994 году, экранизация одноимённого романа Чарльза Диккенса. Сценарист фильма — Дэвид Лодж, композитор — Джеффри Баргон.

## В главных ролях
- Пол Скофилд — Мартин Чезлвит-старший и Энтони Чезлвит
- Бен Уолден — Мартин Чезлвит-младший

- Том Уилкинсон — Сет Пексниф

- Эмма Чэмберс - Чарити Пекснифф
- Джулия Савалия - Мэрри Пекснифф

- Пит Постлетуэйт — Монтегю Тигг
- Джон Миллс — Чаффи
- Филипп Фрэнкс — Том Пинч
- Джоан Симс — Бетси Приг (в трёх эпизодах)